# Namora
Namora (Aquaria Nautica Neptunia) est un personnage fictif de l'univers de Marvel Comics. Elle a été créée graphiquement par Ken Bald (histoire) et Bob Powell (couverture) en 1947.

## Biographie
Namora est la cousine de l'empereur des Atlantes Namor et, comme lui, elle est une hybride à la peau rose ; sa mère était humaine et son père Atlante. Elle avait épousé un dénommé Talan mais après la mort de celui-ci, elle s'installa en Lémurie et se maria avec le prince Merro. Elle est par ailleurs la "mère" d'un clone génétiquement modifié, Namorita des New Warriors.
Pendant très longtemps, on a cru que Namora avait été assassiné par Llyra. Mais elle est récemment réapparue aux côtés des Agents of Atlas, équipe qu'elle avait pourtant refusé d'intégrer à sa création.

## Versions alternatives
Sur une terre parallèle, Namora est l'homologue du Namor de l'univers Marvel, bien que ses deux parents fussent Atlantes. Elle est parvenue à conquérir toute sa planète et a pour cela tué les Fantastic Four et les Vengeurs de cette dimension. Par la suite, elle intégra les Exiles mais fut tué par un Hyperion alternatif.

## Pouvoirs
- Namora dispose d'une force et d'une endurance bien supérieures à ceux de son peuple, comparables même à celles de son cousin.
- Les ailes qu'elle arbore aux talons lui permettent de voler.
- De par ses parents, elle peut respirer aussi bien sur terre que dans l'eau.